# Vladimír Švec
Vladimír Švec (* 4. května 1959 Praha) je český akademický malíř, bývalý děkan Fakulty umění a designu (2001–2007), proděkan (2007–2011) a prorektor Univerzity J. E. Purkyně v Ústí nad Labem (2011–2023), kde do roku 2023 půdobil jako vedoucí katedry všeobecné průpravy a vedoucí ateliéru Kresby a malby.

## Životopis
Narodil se v Praze. V letech 1974–1978 studoval na Střední uměleckoprůmyslové škole v Praze užitou malbu u Zdenka Crhy. Následně v letech 1978–1984 studoval na Akademii výtvarných umění v Praze v ateliéru malby u Jana Smetany. Poté studoval ve Francii (1983–1984) na École Nationale Superiéure des Beaux Arts v Paříži pod vedení Jacquese Yankela. V roce 1982 se přestěhoval do Litvínova. V letech 1984–1985 absolvoval základní vojenskou službu. V roce 1993 se stal odborným asistentem na Institutu výtvarké kultury (IVK) Univerzity Jana Evangelisty Purkyně v Ústí nad Labem. V roce 1994 se stal vedoucím atelieru Kresby a malby. V letech 1994–1997 byl zástupce ředitele IVK UJEP. V letech 1997–2000, zastával pozici ředitele Institutu výtvarné kultury, na jehož základě byla po úspěšném vnějším hodnocení v prosinci 2000 založena fakulta užitého umění a designu. V roce 1998 byl jmenován docentem. V letech 2001–2007 byl prvním děkanem Fakulty umění a designu Univerzity J. E. Purkyně v Ústí nad Labem. V letech 2007–2011 byl proděkanem téže fakulty. V letech 2011–2015 byl prorektorem pro rozvoj a informatizaci Univerzity J. E. Purkyně v Ústí nad Labem. V roce 2023 po 30 letech svou kariéru na fakultě ukončil a odešel do důchodu.
Od roku 1988 žije a tvoří v Louce u Litvínova.

## Dílo
Věnuje se malbě, kresbě a grafice. Ve své tvorbě často kombinuje několik technik a různých způsobů rukopisného přednesu. Jeho malířský projev se volně pohybuje mezi organicky cítěnou abstrakcí a znakovým figurativním projevem.

### Monografie
- Andělé, poutníci, milenci (2008, UJEP), s textem doc. PhDr. Tomáše Pavlíčka

- Vladimír Švec: třetí život (2011, UJEP), s textem doc. PhDr. Tomáše Pavlíčka[3]
- Cestou (2014, UJEP), s textem doc. PhDr. Tomáše Pavlíčka

### Samostatné výstavy
- 1987 – Docela Malé Divadlo, Salon Mina, Litvínov
- 1988 – Divadlo, Most
- 1990 – Galerie A, Most
- 1990 – Galerie Bürgerreuter, Bayreuth, Německo
- 1991 – Galerie Bürgerreuter, Bayreuth, Německo
- 1991 – Městská galerie, Lund, Švédsko
- 1991 – Galerie Dílo, Ústí nad Labem
- 1991 – SKS, Chomutov (s J. Valtem)
- 1991 – OKD, Most
- 1992 – Galerie Dílo, Ústí nad Labem
- 1992 – Galerie Dílo, Teplice
- 1992 – Galerie MY, Jablonec nad Nisou
- 1992 – Galerie Dílo, Ústí nad Labem (s P. Bergrem)
- 1992 – Městská galerie, Lund, Švédsko (s P. Bergrem a J. Bartůňkem)
- 1992 – Lilla Galleriet, Arvika, Švédsko
- 1992 – Galerie die Treppe, Nürtingen, Německo (s J. Valtem a J. Bartůňkem)
- 1993 – Galerie Héfaistos, Děčín
- 1995 – Albis, Ústí nad Labem (s L. Fárkou)
- 1995 – Galleri Art Garn, Kodaň, Dánsko
- 1995 – Nissan Motor Company, Kodaň, Dánsko
- 1995 – Suterén, Ústí nad Labem
- 1995 – Copenhagen Fax Office, Kodaň, Dánsko
- 1995 – Symbion, Kodaň, Dánsko
- 1995 – Danochemo, Kodaň, Dánsko
- 1995 – Jespersen, Kodaň, Dánsko
- 1997 – Galerie zlatý klenot, Chomutov
- 1997 – Výstavní síň Emila Filly, Ústí nad Labem (s P. Mizerou a A. Kračmarem)
- 1997 – Galerie Růžička, Most
- 1998 – Galerie Radniční sklípek, Litvínov
- 1999 – Galerie Růže, Most
- 1999 – Štúdio S, Bratislava, Slovensko (s P. Mizerou)
- 2000 – Resuscitace, Výstavní síň Emila Filly, Ústí nad Labem
- 2004 – Saalverda, Egmont, Nizozensko
- 2004 – Galerie Radniční sklípek, Litvínov[4]
- 2005 – Host do domu, Univerzitní galerie, Plzeň
- 2008 – Andělé, poutníci, milenci, Výstavní síň designu FUD, Dubí
- 2008 – Krajina s tlakovou níží, Galerie Jídelna, Česká Lípa
- 2008 – Etwas über die Menschen, Dreikönigskirche, Drážďany, Německo
- 2010 – Čerstvě natřeno, Zlatá trojka, Most
- 2011 – Třetí život, Galerie PRE, Praha
- 2013 – Odjinud, Galerie Kryt, Klášterec nad Ohří[1]
- 2013 – Dvojice, Muzeum T. G. Masaryka v Lánech[5]

- 2014 – Cestou, Severočeská galerie výtvarného umění v Litoměřicích[6]

### Kolektivní výstavy
- 1990 – Výstava výsledků stipendií za rok 1989 – malíři, sochaři, grafici, Lidový dům, Praha
- 1997 – Okresní formát, Výstavní síň Emila Filly, Ústí nad Labem
- 2000 – Devadesátka pokračuje, Muzeum města Ústí nad Labem, Objekt ČNB Ústí nad Labem
- 2009 – Mini UB 2009, Galerie Vltavín, Masarykovo nábřeží, Praha
- 2012 – Technologia materialis et perceptualis, tvorba členů Katedry výtvarné průpravy FUD UJEP, Palác Adria, Praha[7]